# Skublics család
A besenyői és velikei Skublics család, horvát- szerb (Zimony, Belgrád) származású magyar nemesi család, mely Nyugat Magyarország déli részére került, és főleg Vas és Zala vármegyében virágzott, de fellelhetők Aradon és Nyitra megyében is.
Babosdöbréte - Jézus Szíve és Szent Imre titulusú templom kriptájában nyugszik a besenyői és velikei Skublics család egyik ága, a zalaszentmihályi temetőben a másik ága,amit a mai napig az ottaniak tisztességgel ápolnak.
A balatonmáriai, budapesti temetőben is nyugszanak.

## A család története

### A család korai története
A Velebit hegység és a Lika völgy volt az ősi származási terület.1335-ig vezethető vissza a család származása.
A család első ismert őse likai Scoblich György volt, aki 1423-ban királyi ember Frangepán Jánosnak Zvonigrád várába történő beiktatásánál. Egy évszázad után szerepel a forrásokban Skublics Márk 1523-ban Zimony védelmében a törökök ellen amikor elesik.
"Ezalatt a nádor vezérsége alá gyűlt sereg tétlenül nézte az ostromot. A boszniai basa elég volt Báthory Istvánnak, hogy a Dráván seregestül visszaűzze. Ekkor a törökök Zimonyt vették ostrom alá. Ezt a várat Skublics Markó védelmezte, háromszázötven derék szerb harcossal, három kis tarackágyúval; kilenc napig védték a sáncaikat vitézséggel, az általános rohamnál mind az utolsó főig elhullottak. Magát Skublicsot sebekkel tetézve fogták el, úgy vitték a szultán elé, aki felajánlotta, ha felveszi az ő vallását, életben hagyja.Skublics ellentmondott, ezért dühében, a harci elefántjával tapostatta a hőst össze."
1521-ben kaptak nemesi előnévvel, birtokokkal nemesi levelet, azaz kutyabőrt. A hősiességük elismeréseként.
A törököket üldözve került Zala és Vas megyébe a család és 1703-ban Mária Terézia is elismerése jeléül nemesi levelet adományozott Zkoblich György bői birtokosnak, és az egész családnak. A címet és a birtokokat a család összes tagja
örökölte. Később, Skublith György vasi szolgabíró lesz 1634-ben. 1738-ban III. Károly magyar király új adományt adott Skublics Sándornak a söptei, salfai, köveskúti és velikei vas megyei birtokokra és a zalai velikeire is.
Skublics Mihály (†1652) szombathelyi püspöki várnagy fia, Skublics Ferenc (†1706) Vas megyei főszolgabíró volt, és feleségül vette köveskúti Angyal Juditot. Tőle született Skublics Krisztina Kerkápoly István (†1718) felesége, Rádóczi Boda Jánosné Skublics Júlia, Némethy Jánosné Skublics Borbála és Szentmártoni Istvánné Skublics Judit, valamint Skublics Sándor (1695-1754) Somogy vármegye főügyésze. Skublics Sándor házastársa lukafalvi Szarka Anna (1711-1789) volt, aki a Mária Terézia úrbérrendezés korában, összesen 397 úrbéri holdat birtokolt, amelyen 36 jobbágya, és 14 zsellére volt. Skublics Sándor és lukafalvi Szarka Anna (1711-1789) házasságából született: Skublics János (1738-1808), Skublics Zsigmond (1752-1799), ifjabb Skublics Sándor (1738-1808), és Skublics László (1734-1796). 

### János ága
Skublics János (1738-1808) feleségül vette a nemesi származású zalalövői Csapody családból való Csapody Erzsébet (1739-1781) kisasszonyt, akinek a szülei Zalalövői Csapody Ferenc (1689–1762) Vas vármegye főszolgabírája, nagyszombati kerületi táblai ülnök, földbirtokos és szentviszlói Deseő Mária voltak. Skublics János a zalai "A Jó Tanácshoz" nevű szabadkőműves páholyhoz tartozott. 1797. április 25-én I. Ferenc magyar király a tisztségékből a szabadkőműves zalamegyei vezetőségét, mivel az 1797. április 12-i zalai megyegyűlés franciabarát határozatot nyilvánítottak. Skublics Jánost és több vármegyei hivatalnokot elmozdított az uralkodó a tisztségéről és a vármegye táblabírák sorából eltörölni rendelte.
Skublics János és Csapody Erzsébet frigyéből született: Skublics Dávid, Anna, Skublics Mária Teréz (1767-1848) sztankováni Sztankovánszy András (1755-1806) felesége, Lajos, Skublics Imre (1771-1830) zalai főjegyző, Skublics Sándor ( 1776-1830)felesége Schuszter Anna. Elsőszülött fiuk Gábor. Skublics Angéla Cecilia (1775-1839) boldogfai Farkas János (1774-1847), zalai helyettes alispán felesége és Skublics Sándor (1773-1830). Skublics Sándor és Schuster Anna (1764-1868) egyik fia Skublics István (1826-1899) 1848-as őrnagy, akinek a neje felesége dunaszentgyörgyi Tolnay Irén (1839-1906) volt. A másik fiúgyermeke Skublics Sándornak és Schuster Annának Skublics Gábor (1815-1873), Kochanovzksy Antónia férje volt.
Skublics László és zétényi Csukás Lúcia egyik fia Skublics Károly (1779-1853), könyvtáralapító volt Zala vármegyében.

### Zsigmond ága
Skublics Sándor és lukafalvi Szarka Anna fia Skublics Zsigmond  (1752-1799) 1780. november 4.-én vette feleségül alapi Salamon Rózát (1759-1833) Vajtán, akinek a szülei alapi Salamon Zsigmond (1736–1800), földbirtokos és nemes Trummer Terézia (1734–1798) voltak. A házasságból született az egyik gyermekuk, Skublics József (1783–1850), huszár kapitány, földbirtokos, aki 1832. március 1.-én Zalaegerszegen, 50 évesen feleségül vette a 22 éves zalaegerszegi polgári származású Renner Borbálát (1811–1859). Skublics Józsefet Renner Borbála több gyermekkel áldotta meg: Skublics Zsigmond (1834-1911) zalai preceptor aki vizeki Tallián Ilonát (1841-1925) vette feleségül; Skublics Jenő (1839-1901), akinek neje Spelletich Paula (1849-1914); Skublics Alajos (1791-1835) zalai főjegyző volt, aki feleségül vette köbülkuti Ivánkovics Franciskát (1798-1836). Gyermekei Iván, Kálmán, Skublics Gyula (1831-1906) zalai főispán, Novák Ferencné Skublics Konstancia (1821-1901), Matild, Skublics László (1819-1886), Skublics Karolin (1829-?) János, Teréz, Ferenc és Skublics Laura (1826-1865) aki titokban házasodott meg Habsburg–Lotaringiai Ernő főherceggel.
Skublics Jenő és Spelletich Paulina ága kihalt, miután csak három lányuk született: Barthelmes Walterné Skublics Celina (1872-?), bocsári Svastics Elemérné Skublics Gizella (1874-1947) és Nemesnépi Marton Lászlóné Skublics Margit (1875-?).
Skublics Zsigmond és Tallián Ilona fia dr. Skublics Ödön (1876-1957) a zalaegerszegi járás főszolgabírája lett; három leányaival kihalt az ő ága.
Skublics Zsigmond és lapi Salamon Róza egy másik gyermeke, Skublics Gábor Zalabesenyő (1815-1873) 1841. november 12.-én feleségül vette Galgócon kohanóczi  Kochanovszky Antóniát (1819-1893), aki több gyermeket szült neki: Skublics Sándor (1842-1887); Nunkovics Józsefné Skublics Paula (1844-1919);Mihály  Szabó Borbála, Imre 1848-1934 Prosch Zsuzsanna, István, 1849 Grulich Józsefné 1851-1913, Skublics Gabriella; Anna 1853, rajki Rajky Lajosné Skublics Erzsébet; nemes Takács Jenő (1852-1940) felesége, Skublics Mária (1859-1919); szentjánosi Szűcs Dezsőné Skublics Rafaela.
Skublics Gábor Zalabesenyő gyerekei vitték tovább a családot,Sándor,Paula,Mihály,Imre.Imre és Sándor leszármazottjai mai napig élnek,de sokan kénytelenek voltak elhagyni hazájukat,és új hazát keresni maguknak.Újabb nagy családokat létrehozni idegenben. Levéltárak,leszármazási táblázatok,okmányok,iratok másolatai,Frangepán család oklevéltára, Kivonat
" Somogy vármegye Monográfiája"
Kisfaludy Sándor Ifjukori költeményei,
Hadi Törvényszéki ügyiratok, bécsi levéltár, a családról írt könyvek,kutatási könyvek,kiállítási anyagok.

## Családi címerleírás
Családi címer: Kékben lebegő aranykoronán könyöklő vörös ruhás kar török fejes kardot tart. Sisakdísz: növekvő vörös ruhás vitéz jobbjában fejes kardot tart. takarók: kék-ezüst, vörös-arany. 1521-től a család címere

## A család kiemelkedő tagjai
- besenyői és velikei Skublics Imre (1771-1830) jogász, ügyvéd, zalai földbirtokos, Zala vármegye főjegyzője.
- besenyői és velikei Skublics Károly (1779-1853), zalai földbirtokos, táblabíró, könyvtáralapító.
- besenyői és velikei Skublics Alajos (1791-1835) táblabíró, zalai földbirtokos, főszolgabíró, a vármegye főjegyzője.
- besenyői és velikei Skublics István (1826-1899) 1848-as honvéd, zalai földbirtokos, főszolgabíró.
- besenyői és velikei Skublics Laura (1826-1865), Habsburg–Lotaringiai Ernő főherceg felesége.
- besenyői és velikei Skublics Gyula (1831-1906), zalai földbirtokos, 1848-as honvéd, Zala vármegye főispánja.
- besenyői és velikei Skublics Jenő (1839–1901) politikus, a zala megyei Szabadelvű Párt elnöke, Zala vármegye törvényhatósági és közigazgatási bizottságnak a tagja.
- besenyői és velikei dr. Skublics Ödön (1876-1957), zalai földbirtokos, főszolgabíró, Zala vármegye törvényhatóság tagja.